# Podstawka grzyba

Schemat budowy hymenoforu blaszkowatego grzyba i struktura podstawek. Każda z nich daje początek czterem sporom (ciemnobrązowe na prawym panelu)

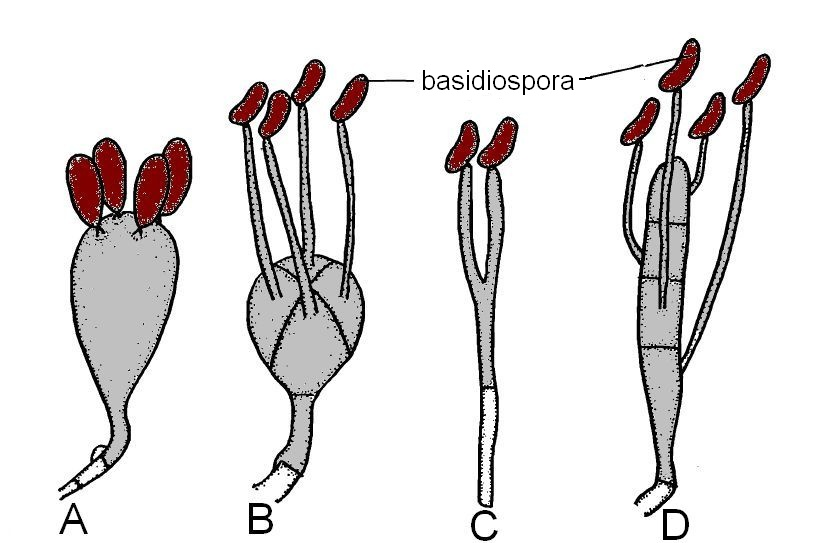
Rodzaje podstawek: A – typowa podstawka jednokomórkowa, 4-sterygmowa, B – podstawka 4-komórkowa i 4-sterygmowa, C – podstawka 1-komórkowa, 2-sterygmowa, D – podstawka 4-komórkowa z 4 bocznymi sterygmami (fragmobazydium)

Podstawka, także bazydium (łac. basidium, l.mn. basidia) – końcowa komórka strzępek w hymenium u grzybów zaliczanych do typu podstawczaków. Jest najważniejszym elementem hymenium, na niej bowiem wytwarzane są zarodniki zwane bazydiosporami.

## Budowa i rodzaje podstawek
Nazwa łacińska podstawki (dosł. „mały postument”) odnosi się do wyglądu i sposobu podtrzymywania zarodników przez tę strukturę, aczkolwiek morfologicznie u większości gatunków bardziej przypomina ona maczugę.
Na podstawce w wyniku podziału mejotycznego powstają 4 haploidalne jądra komórkowe, następnie wyrastają 4 wąskie wypustki zwane sterygmami. Jest to bazydiogeneza. Podstawka zazwyczaj daje początek czterem bazydiosporom; rzadziej ich liczba jest zredukowana do dwóch (np. u łzawników Dacrymyces) lub zwiększa się do ośmiu. W typowej podstawce każda bazydiospora jest tworzona na szczycie sterygmy, od której odczepia się po dojrzeniu. Podstawki ułożone są w hymenium obok siebie, a u niektórych gatunków grzybów podstawkowych poprzedzielane są płonnymi komórkami, tzw. cystydami (rozwierkami).
Zazwyczaj podstawki rozwijają się ze zwykłej strzępki, ale czasami z wyspecjalizowanej strzępki zwanej probazydium. U większości gatunków tworzą się na szczycie strzępki, u niektórych jednak gatunków tworzą się na jej boku, wówczas zwane są pleurobazydiami. Podstawki powstające bezpośrednio z kiełkującej teliospory nazywa się metabazydiami. Czasami, rzadko, zdarza się, że po uwolnieniu zarodników z przegrody bazalnej podstawki tworzą się nowe podstawki rosnące wewnątrz ścian komórkowych starych, już pustych komórek. Ten typ podstawek nosi nazwę repetobasidium i występuje np. u rodzajów Repetobasidium, Galzinia.
Podstawki mają cienkie ściany komórkowe, u niektórych jednak gatunków są one silnie zgrubiałe (sclerobasidium), u niektórych występują ziarenkowate inkrustacje, u niektórych podstawki są zatopione w żelatynowatej substancji.
Podstawka niedojrzała, lub po oderwaniu się zarodników zwana jest bazydiolą.

## Mechanizm rozprzestrzeniania bazydiospor przez podstawki
Większość bazydiospor to balistospory – zarodniki wyrzucane mechanicznie. Siła napędowa do tego wyrzutu pochodzi z nagłej zmiany środka ciężkości wyrzuconego zarodnika. Ważną rolę w wyrzucaniu balistospor odgrywa kropla Bullera, która może gromadzić się na proksymalnym końcu (wyrostek wnęki) każdej bazydiospory. Po osiągnięciu dojrzałości bazydiospor cukry obecne w ścianie komórkowej zaczynają służyć jako loci kondensacji pary wodnej w powietrzu. Kluczowe znaczenie mają dwa oddzielne obszary kondensacji. Na spiczastym czubku zarodnika (wnęki) najbliżej podstawy podtrzymującej gromadzi się duża, prawie kulista kropla wody. W tym samym czasie kondensacja zachodzi w cienkiej warstwie na doosiowej powierzchni zarodnika. Kiedy te dwa zbiorniki wodne połączą się, następuje uwolnienie napięcia powierzchniowego. Nagła zmiana środka masy prowadzi do nagłego wyrzucenia bazydiospor. N.P. Money oszacował początkowe przyspieszenie zarodnika na około 10 000g. Pomyślne uwolnienie bazydiospor może nastąpić tylko wtedy, gdy dostępna jest wystarczająca ilość pary wodnej do skondensowania się na zarodniku.
U niektórych grup grzybów (np. w rzędzie sromotnikowców Phallales) brak takiego mechanizmu wyrzucania zarodników. Wykorzystują one do ich rozprzestrzeniania owady, które zwabiają zapachem.